# Jordi Claramonte
Jordi Claramonte Arrufat (Villarreal, 28 de marzo de 1969) es un filósofo, ensayista y profesor universitario español. En la actualidad es profesor de Estética y Teoría del Arte en la Universidad Nacional de Educación a Distancia (UNED).

## Biografía
Estudió Filosofía en la Universidad Nacional de Educación a Distancia (UNED) y Electricidad en una Escuela Taller. Es doctor en Filosofía por la UNED con una tesis dirigida por Simón Marchán Fiz orientada a elucidar el estatuto de la autonomía artística y política. Es autor de 6 obras de ensayo, 14 artículos de revistas y ha dirigido un total de 17 tesis doctorales.
Ha colaborado en distintos colectivos de intervención estética y política como la Fiambrera Obrera, SCCPP (Sabotaje Contra el Capital Pasándoselo Pipa), YoMango.org o el Centro Social Autogestionado (CSA) La Tabacalera.
Ha sido profesor invitado en el Massachusetts Institute of Technology (MIT), la Universidad de Yale y el Arts Institute de Chicago. 
En el año 2022 colabora en la I Biennal de Pensament de la Comunidad Valenciana, organizada en el Centro del Carmen Cultura Contemporánea en colaboración con el Ayuntamiento de Valencia, donde realiza la charla "Arte al límite", que trata sobre la crisis social que afecta al mundo actual y sobre el significado de la creatividad en un sentido más abierto y dialógico.
En la actualidad es profesor de Estética y Teoría del Arte en la Universidad Nacional de Educación a Distancia (UNED). 

## Pensamiento
La mayor contribución de Jordi Claramonte al pensamiento filosófico español es la creación del proyecto teórico de la Estética Modal. La estética modal propone una teoría de los modos de relación a partir de los cuales se organiza la sensibilidad y la inteligencia humanas. Claramonte combina en su obra diferentes conceptos que le permiten desarrollar una teoría de la distribución de la realidad, tales como: necesidad, contingencia, posibilidad e imposibilidad, entre otros. 
En los libros de la Estética Modal, Libros Primero y Segundo, Jordi Claramonte aplica este sistema filosófico en tanto permite explicar cómo evolucionan las variadas poéticas a lo largo de la historia del arte, así como expone un análisis filosófico de qué es una obra de arte.
Además de la explicación artística, Claramonte relaciona esta disciplina con los planos de lo social y lo político, de tal manera que, conjugando un sistema filosófico caracterizado por unos modos de relación y categorías modales, elabora una teoría explicativa de diferentes procesos de autoorganización. 
La publicación del sistema filosófico de la Estética Modal como sistema explicativo de una teoría del arte ha conllevado que se desarrollen investigaciones en torno a la aplicabilidad del mismo a diferentes modalidades artísticas, como por ejemplo el medio audiovisual y cine, la arquitectura y la escultura. Asimismo, se ha desarrollado una investigación en torno a la explicación de la idea de tradición en la estética moderna y contemporánea en base a este sistema.

## Obra
La filosofía de Jordi Claramonte evoluciona a lo largo de los años, pudiendo diferenciar sus primeras obras, donde centra su investigación en los problemas relativos a la autonomía de las prácticas artísticas, así como en las dimensiones sociales y políticas del arte y la sensibilidad, y las más recientes, donde sienta las bases del proyecto teórico de la Estética Modal.
Una de sus primeras obras se trata de Lo que puede un cuerpo. Ensayos de estética modal, militarismo y pornografía (2009), donde estudia los orígenes y las características de la imaginación pornográfica moderna, donde investiga, entre otras cuestiones, cómo las obras de artistas modernos desde Giulio Romano a Apollinaire, pasando por Diderot, han hecho aportaciones fundamentales al desarrollo de la imaginación pornográfica y la autonomía de lo erótico.
Un par de años después publica Arte de Contexto (2011), donde ofrece un repaso por la historia más reciente y cercana de la práctica artística del arte de contexto, que parte de constatar la quiebra de la representación artística para considerar en su lugar acción directa y formalización artística, casi siempre en contextos altamente polémicos. En esta obra, Claramonte analiza la forma que tienen de confluir y confrontarse las formas artísticas y las formas de organización de la sensibilidad y la vida de cada individuo. Desarrolla su análisis filosófico empleando conceptos tales como "Lo táctico, lo estratégico y lo operacional", así como introduce las primeras nociones de estética modal, proyecto teórico aún no enteramente desarrollado.
En el año 2012 publica La República de los Fines, libro en el que explora la categoría de autonomía. Claramonte afirma en esta obra que esta noción ha sido reformulada y empleada desde la Antigüedad para organizar el pensamiento característico de la modernidad. Partiendo de esta idea, construye las nociones de "autonomía ilustrada", "autonomía moderna" y "autonomía modal" como diferentes momentos de la autonomía en la historia de la modernidad.
Años más tarde publica Desacoplados: Hamlet o el Príncipe de los Cercamientos (2015), libro dedicado a la estética y la política del western como género cinematográfico. No obstante, y aunque esta obra se vertebra en tanto análisis de este género, este funciona a modo de metáfora y a su vez crítica de la propia dinámica del capitalismo que, según el autor, crea personas desacopladas.
Ya en el año 2016, Claramonte publica el Libro Primero de la Estética Modal donde elabora en profundidad un análisis modal del arte y la sensibilidad, la cual es capaz de distribuirse y ponerse en juego atendiendo a las relaciones que existen entre la Necesidad, Posibilidad, Efectividad y sus correspondientes modos negativos: la Contingencia, Imposibilidad y la Inefectividad. 
En la obra de Estética Modal: Libro Segundo (2021) Jordi Claramonte explora la ontología de las obras de arte desarrollando un análisis de Teoría de Estratos, inspirada en el pensamiento de Nicolai Hartmann y en los cuadrigramas del I Ching. Asimismo, analiza las obras de arte en tanto categorías clásicas como la mímesis, la poiesis, la ápate y la catarsis. Finalmente, desarrolla una teoría de la axiología de las obras de arte.

## Publicaciones

### Libros
- Lo que puede un cuerpo: Ensayos de estética modal, militarismo y pornografía (2009). Murcia, Cendeac. ISBN 8496898431, ISBN 9788496898431
- Arte de Contexto (2011). Donosti, Nerea. ISBN 8415042205, ISBN 9788415042204
- La República de los Fines (2012). Murcia, Cendeac. ISBN 9788496898943
- Desacoplados: Hamlet o el Príncipe de los Cercamientos (2015). Madrid, Editorial UNED. ISBN 8436269691, ISBN 9788436269697
- Estética Modal: Libro Primero (2016). Madrid, Editorial Tecnos. ISBN 8430969160, ISBN 9788430969166
- Estética Modal: Libro Segundo (2021). Madrid, Editorial Tecnos. ISBN 8430981381, ISBN 9788430981380

### Capítulos de libros
- Del flamenco como arte modal y F.A.Q.: Frequently asked questions (2001) en Blanco, Paloma et. al (eds.) Modos de Hacer: Arte crítico, esfera pública y acción directa. Salamanca, Universidad de Salamanca, pp. 383-390.
- Modal Aesthetics, en Roberto Poli y Keith Peterson (eds.), New Research on the Philosophy of Nicolai Hartmann. Berlin, De Gruyter, pp. 283-296.
- Aretino: la gestión de la modernidad estética, en Moisés García y Antonio Sánchez (eds.), Renacimiento y modernidad, Madrid, Tecnos, pp. 175-190.
- Problemas del barroco en Moisés García y Hugo Castigliani (eds.). Filosofías del Barroco, Madrid, Tecnos.

### Artículos en revistas
- «Autonomía ilustrada» (2009). Debats: revista de cultura, poder i societat, n. º105, págs. 13-24
- Tipologías y métodos de la intervención poética. Un breve acercamiento desde la estética (2012). Tropelias: Revista de teoría de la literatura y literatura comparada. Nº18, págs. 48-56
- Estéticas y políticas del nazismo (2012). Espacio, tiempo y forma. Serie VII, Historia del arte. Nº25, págs. 333-344
- La vida social de los monstruos. Un acercamiento a los modos de la imaginación política (2012). Astrolabio: revista internacional de filosofía. Nº13, págs. 120-128
- Monstruos. Acercamiento a una pequeña teoría de las formas de la imaginación política (2012). Araucaria: Revista Iberoamericana de Filosofía, Política, Humanidades y Relaciones Internacionales. Vol. 14, nº27, págs. 3-23
- Ingenium (2013). Fluor: magazine on contemporary culture. Nº 5, págs. 70-81
- Estéticas y políticas del nazismo (2013). Abaco: Revista de cultura y ciencias sociales. Nº78, págs. 45-52
- Una introducción a la estética modal (2016). Kultur: revista interdisciplinària sobre la cultura de la ciutat. Vol. 3. Nº 5. Págs. 41-52
- Andrea. Red de confianza, acompañamiento y acción contra la violencia machista (2018). Jordi Claramonte Arrufat y Lucía Gutiérrez Vázquez. Teknokultura. Vol. 15, nº2. Págs. 339-355
- Introducción. Condición precaria y arte (2018). M. Concepción Elorza Ibáñez de Gauna, Jabier Martínez López, Jordi Claramonte Arrufat. Arte y políticas de Identidad. Nº19. Págs. 9-12.
- Censura, complejidad, auto-organización (2020). Jordi Claramonte y María Avendaño. Amoxtli: Historia de la Edición y la Cultura. Nº5, págs. 111-124.
- Contribuciones desde el paradigma de la complejidad al pensamiento estético relacional (2021). Estudis Escènics: Quaderns de l'Institut del Teatre. Nº46
- "Estética y Teoría de la complejidad" (2021). Revista Umática. Nº3.
- Censura directa, autocensura y contextos limitadores de la creación artística (2022). Charo Corrales, Jordi Claramonte, Concha Jarez, Marta Timón. Minerva: Revista del Círculo de Bellas Artes. Nº37. Págs. 82-86